# Sophia Isberg

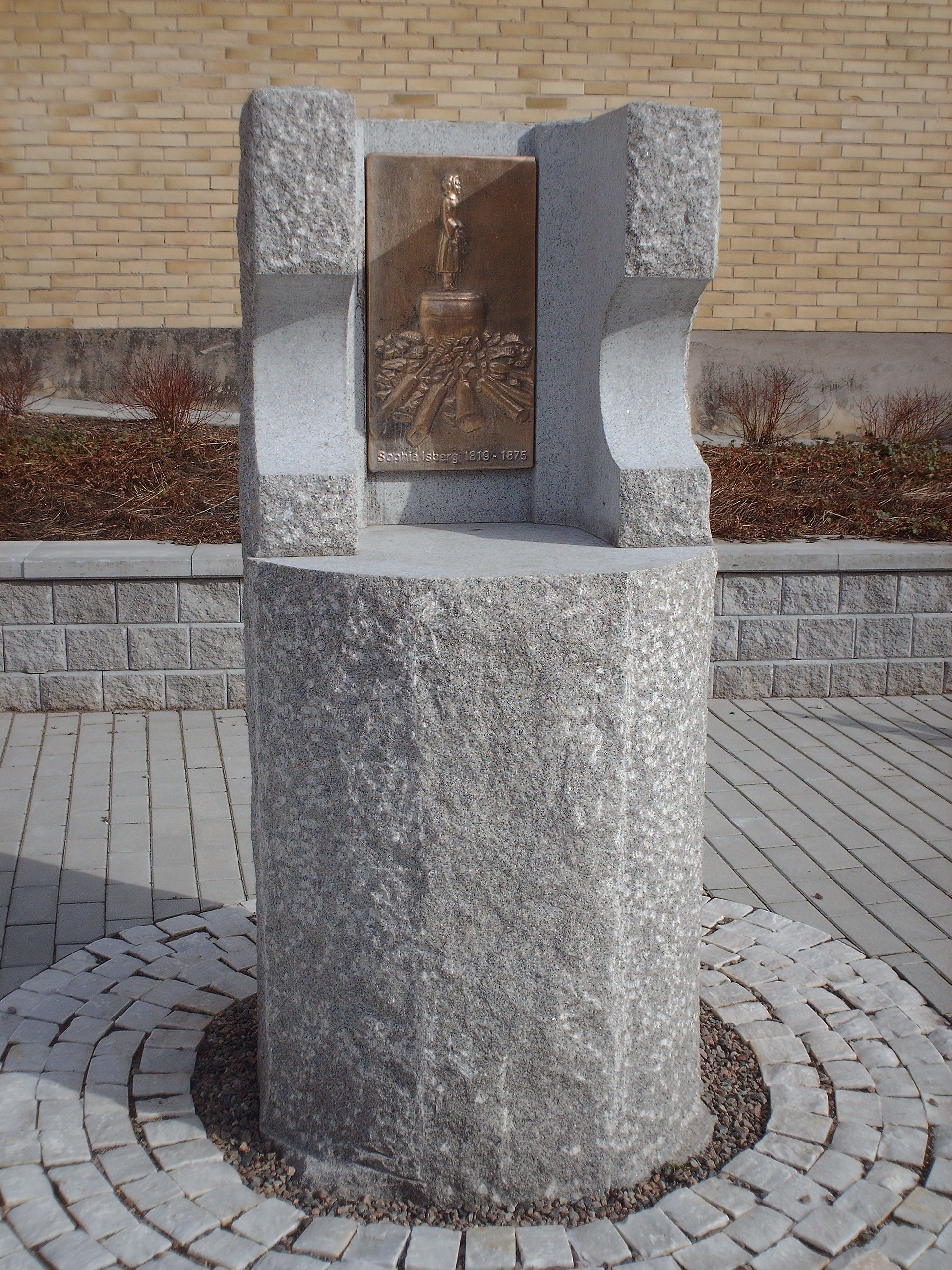
Skulptur på platsen där hon bodde i Motala.

Helena Sofia Isberg, född 28 februari 1819 i Säby församling, Jönköpings län, död 21 maj 1875 i Motala församling, Östergötlands län, var en svensk konstnär, konsthantverkare och träkonstnär. Hon är även känd under namnet Jungfru Isberg.

## Biografi
Sophia Isberg var dotter till skomakaren och svarvaren Johannes Isberg och Magdalena Andersdotter. Hon flyttade med sina föräldrar och sin bror till Motala 1840 och var bosatt i en liten stuga i Gamla stan tillsammans med sin bror, svarvaren Jakob Fredrik Isberg, resten av livet.
Sophia Isberg blev redan under sin livstid berömd och prisbelönt för sina träsniderier, som mest var i masurbjörk, bara någon enstaka gång i elfenben; hon undervisades av fadern, som var finsnickare och lärde henne både svarvning och träsnideri, och hämtade möjligen sin inspiration från tidningar. Hon slog igenom som allmänt känd konstnär vid Svenska Slöjdföreningens första utställning i Stockholm 1847 där hon medverkade med flera träsniderier. Carl Palmstedt och Carl Gustaf Qvarnström som såg hennes arbeten satte igång en insamling för att möjliggöra att hon kunde studera vid Konstakademien, och drottning Josefina erbjöd en pension på 200 riksdaler, men hon tackade nej till allt. En samtida krönikör sade om henne: 
"Hon föredrog att stanna i den torftiga hydda hon föddes, och kvarstannade i skötet av det armod som omgivit hennes vagga.  
Sophia Isbergs verk fanns med på utställningar i London 1862, Paris 1865 och Wien 1875, och fick överallt stort beröm. Trots detta blev hon sin hemstad trogen hela livet. Förutom i Stockholm ställde hon ut vid världsutställningarna i London 1862, Paris 1867 och Wien 1873 samt med Slöjdföreningen i Göteborg. I Stockholm såldes hennes arbeten av Christian Hammer.
Sofia Isberg hade även en stor snidad dryckeskanna med fristående figurer, allt snidat ur ett trästycke, som visades på Malmö skandinaviska Industriutställning 1865. Hon fick ett förstapris för den. Hon sades då komma från Vadstena.
Det berättas att kung Karl XV vid ett besök i Motala ville träffa jungfru Isberg. Bud skickades till hennes stuga, men hennes svar blev helt enkelt att om kungen ville träffa henne, så fick han komma till henne. Inget möte blev således av, men kungen köpte via landshövdingen i Östergötlands län 1859 hennes finaste komposition, ett cigarrställ av lönn med motivet Napoleons apotheos, där man ser kejsaren i en triumfvagn dragen av fyra hästar.
Sophia Isberg var en skicklig träslöjdare, arbetade i små format och har skurit ett stort antal smakfulla och detaljrika kannor, skålar, urnor, skrin och piphuvuden. Motiven är hämtade från historien och Bibelns berättelser, några enstaka arbeten är utförda i elfenben. Isberg är representerad med en permanent utställning på Motala museum samt vid Nationalmuseum, Nordiska museet och Östergötlands museum.
Sophia Isberg ligger begraven på stora kyrkogården i Motala. Den största samlingen av hennes alster finns att se på Motala museum i Charlottenborgs slott. En minnessten över henne är rest i Berga minnespark i Linköping.